# Луври
Луври (на гръцки: Λούβρη) е село в Егейска Македония, Република Гърция, дем Горуша (Войо), област Западна Македония.

## География
Селото е разположено на 750 m надморска височина, в областта Населица на 20 km югозападно от град Неаполи (Ляпчища) и на 10 km югозападно от село Цотили. Част е от областта Масторохория.

## История

### В Османската империя
В местността Палиоспита (в превод Стари къщи), източно от селото, където има останки от старо селище, и където са старите гробища на селото, е църквичката „Свети Атанасий“. Това е било първоначалното място на селото. Според местните легенд причината за миграцията и запустяването на първото селище се дължат на факта, че жителите убили бирниците, тъй като те отвлекли няколко жени, за да принудят жителите да плащат данъците. В 1744 година, след нападение на албанци, половината от селото е опожарено. Жителите са принудени да го изоставят и да го установят на сегашното му място.
В Завордската кондика (1692) и в списъка на селата в Сисанийската епархия (1797) селото е споменато с генитив на кръщелно име Λούβρου.
В 1758 година в селото е построена църквата „Свети Николай“, която по-късно е разрушена. Описание на църквата и ктиторския ѝ надпис е направено от Михаил Калиндерис. Църквата е била ниска, с малки размери, покрита с каменни плочи и е имала малки прозорци с железни решетки. В нартекса са били изобразени двама ктирори на стенописите. Ктиторският надпис на фронтона е гласял:
| „ | † Ἀνηγέρθι καὶ ἀνιστορίθι οὖτος ὁ θίος καὶ πάνσεπτος ναὸς τοῦ ἐν ἁγίοις πατρὸς ἡμῶν Νικολάου Μύρων τῆς Λυκίας τοῦ θαυματουργοῦ καὶ διὰ συνδρομῆς // τῶν τιμιοτάτον καὶ εὐλαβεστάτον ἱερέον Δημητρίου ἱερέος, Χρίστο ἱερέος, Μάνθο ἱερέος // Θόδορε ἱερέος καὶ κὺρ Κονσταντὶς τοῦ Χατζὶ καὶ κὺρ Ζῆκος τοῦ Παπᾶ ἔτι 1758. Бе издигнат и изписан този божествен и всечестен храм на нашия светец и отец Николай, архиепископ на Мир Ликийски, чудотворец, със съдействието на най-достопочтените и благочестиви свещеници: свещеник Димитриос, свещеник Христос, свещеник Мандос, свещеник Теодорос, както и господин Константинис син на Хаджи и господин Зикос, син на свещеник. Година 1758. | “ |

Жителите на селото, освен заниманието си с животновъдство, се занимават и с каменоделство. Типичен пример е надписът, издълбан в камък, в Алексиевата къща в Сятища от 1760 година, с първомайстор „Μιχαήλ ἐκ κόμεως Λούβρου“ („Михаил от село Луврос“).
В края на XIX век Луври е гръцко село в южната част на Населишка каза на Османската империя. Александър Синве („Les Grecs de l’Empire Ottoman. Etude Statistique et Ethnographique“), който се основава на гръцки данни, в 1878 година пише, че в Луври (Louvri), Сисанийска епархия, живеят 360 гърци.
Според Васил Кънчов в 1900 година в Луври живеят 200 гърци християни.
На Етнографската карта на Битолския вилает на Картографския институт в София от 1901 година Луври е чисто гръцко село в казата Населица на Серфидженския санджак с 40 къщи.
Според статистика на Серфидженския санджак на гръцкото консулство в Еласона от 1904 година в Луври (Λούβρη), Населишка каза, живеят 262 гърци елинофони християни.
По данни на секретаря на Българската екзархия Димитър Мишев Louvré е под върховенството на Цариградската патриаршия и в него има 200 гърци патриаршисти.

### В Гърция
През Балканската война в 1912 година в селото влизат гръцки части и след Междусъюзническата в 1913 година Луври остава в Гърция.
През 1913 година при първото преброяване от новата власт в Луври (Λούβρη) са регистрирани 304 жители.
Населението традиционно произвежда жито, картофи и други земеделски продукти, като се занимава и със скотовъдство.
| Година    | 1913 | 1920 | 1928 | 1940 | 1951 | 1961 | 1971 | 1981 | 1991 | 2001 | 2011 | 2021 |
| --------- | ---- | ---- | ---- | ---- | ---- | ---- | ---- | ---- | ---- | ---- | ---- | ---- |
| Население | 304  | 205  | 193  | 159  | 114  | 92   | 52   | 52   | 62   | 42   | 51   | 49   |